# Rungsted Seier Capital
Rungsted Seier Capital – duński klub hokeja na lodzie z siedzibą w Rungsted.

## Historia klubu
Historyczne nazwy
- Rungsted IK (1941–2000)
- Rungsted Cobras (2000–2004)
- Nordsjælland Cobras (2004–2010)
- Rungsted Ishockey (2010–2016)
- Rungsted Seier Capital (2016–)

Od 2014 do 2015 trenerem zespołu był Kanadyjczyk Doug McKay.

## Sukcesy
- Złoty medal mistrzostw Danii: 1955, 1963 (jako Rungsted IK), 2002 (jako Rungsted Cobras), 2019, 2021
- Srebrny medal mistrzostw Danii: 1956, 1960, 1961, 1962, 1964, 1971, 1980, 1996, 1998 (jako Rungsted IK), 2022
- Brązowy medal mistrzostw Danii: 1968, 1984, 1995, 1997 (jako Rungsted IK), 2003 (jako Rungsted Cobras), 2018
- Puchar Danii: 2000, 2004 (jako Rungsted Cobras), 2005 (jako Nordsjælland Cobras), 2017, 2019
- Finał Pucharu Danii: 1994 (jako Rungsted IK), 2010 (jako Nordsjælland Cobras), 2018, 2020